# شفتالوستان
شفتالوستان یک روستا در ایران است که در دهستان نهارجان شهرستان سربیشه واقع شده‌است. شفتالوستان ۱۳ نفر جمعیت دارد.